# Lycée Chevrollier
Le lycée général et technologique Chevrollier et lycée professionnel Chevrollier  ou Cité scolaire Chevrollier et maintenant Lycée des métiers Chevrollier est un lycée d'État de l'académie de Nantes. 
Situé dans le quartier La Fayette-Éblé à Angers, il s'étend sur un espace de douze hectares. Regroupant 2.700 élèves et 266 professeurs pour l'année scolaire 2018-2019, c'est le plus important lycée du département de Maine-et-Loire et de la région Pays de la Loire. 

## Histoire
- 1833 : promulgation de la loi Guizot ordonnant aux villes de plus de 5 000 habitants de créer une école primaire supérieure ;
- 1er novembre 1839 : création de la direction de l’école régionale supérieure (ERS) d'Angers, rue Courte (aujourd'hui rue du Musée à proximité de la cité historique) ;
- 1844 : Jean-Joseph Chevrollier (1810-1891), directeur d'une école privée, se voit confier la charge supplémentaire et provisoire de « l'École Primaire Supérieure » d'Angers installée dans l'ancien « Hôtel de la Godeline », rue du Grand-Talon (devenue la rue Plantagenêt) ;
- 1845 : fusion de « l'École Primaire Supérieure » d'Angers avec l'école privée de Jean-Joseph Chevrollier ;
- 1882 : fusion avec une école primaire et création de « l'École Municipale d'Enseignement Primaire Supérieur » avec formation industrielle ;
- 1904 à 1905 : en raison d'un manque de place, transfert de l'école place de l'Académie ;
- 1941 : changement de nom pour « Collège municipal moderne et technique » ;
- 28 mai 1944 : destruction à la suite des bombardements de la Seconde Guerre mondiale et création des premiers bâtiments en préfabriquées ;
- entre 1944 et 1955 : errance de l'établissement entre la rue de la Censerie, la rue Dacier et les Arts et Métiers ;
- 28 juin 1955 : début de la construction d'un nouvel établissement au no 2 de la rue Adrien-Recouvreur, sur un parc de 9 hectares, décidée par le préfet Morin et conçue par Philippe Morin, architecte angevin ;
- 15 septembre 1959 : ouvertures des portes du « Collège nationalisé Chevrollier »[2] incluant le « Centre d'Apprentissage Masculin » de la rue de la Censerie ;
- 1960 : inauguration par le ministre de l'éducation nationale Lucien Paye du Lycée d'État ;
- 1963 : le « Collège nationalisé Chevrollier » devient le « Lycée d'état moderne et technique Chevrollier » ;
- 2004 : début de la réhabilitation dans le cadre du projet REVIVAL ; le « lycée d'État Chevrollier » devient la « Cité scolaire Chevrollier » ;
- 21 novembre 2008 : inauguration du lycée réhabilité[1] ;
- 2012 : le lycée général et technologique et le lycée professionnel fusionnent et le nouvel établissement prend le nom de « Lycée des métiers Chevrollier ».

## Architecture

### Site de la place de l’Académie
Fondée au XVIIe siècle, l’Académie d’Équitation est reconstruite entre 1751 et 1761 par l’architecte Voglie. Transformé au XIXe siècle en caserne d’infanterie, l’édifice est ensuite affecté en 1905 à l’école primaire supérieure Chevrollier. Endommagé en 1944 par des bombardements, le bâtiment est rasé et totalement reconstruit selon d'autres plans par l’architecte André Mornet pour être la caserne des pompiers ; les parties postérieures restantes datent du XIXe siècle, mais largement refaites. De la construction du XVIIIe siècle, il ne reste que le dessin de la clôture avec ses deux pavillons d’entrée.

### L’après-guerre
Le bâtiment actuel est une vaste construction à trois corps en U, la plus importante à Angers de l'architecture de la Reconstruction après 1945. Excepté les couvertures à longs pans en ardoise de caractère local, très représentative des tendances classiques modernes de l'architecture des années 1950 où se manifeste particulièrement l'influence d'Auguste Perret comme figure tutélaire de tout un pan de l'architecture française. La visite du chantier, fresque monumentale du peintre Jean Commère, date de 1960.

### Réhabilitation

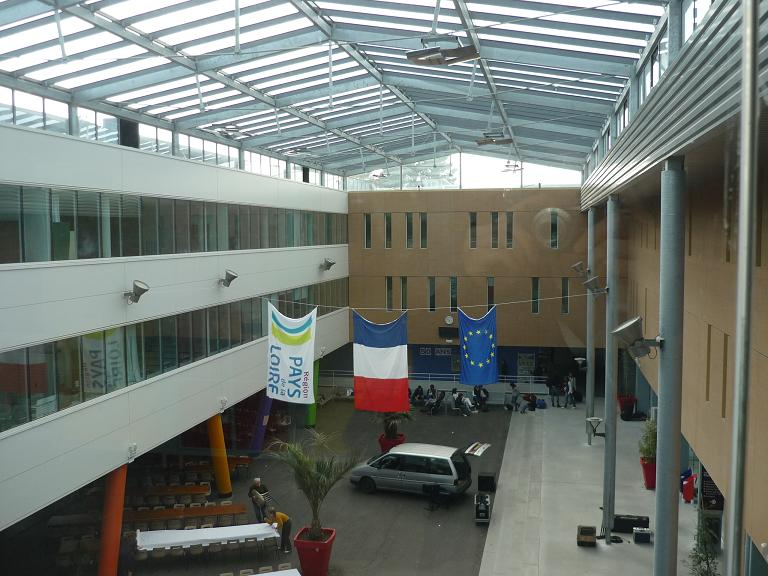
L'atrium construit en 2006

La cité Chevrollier a été rénovée entre 2004 et 2008 dans le cadre du projet européen REVIVAL (Retrofiting for Environnemental Viability Improved of Valued Architectural Landmarks) qui propose l'habilitation à la norme de haute qualité environnementale de huit bâtiments tertiaires dans six pays de la communauté européenne). Cette opération aura couté 52 millions d'euros à son propriétaire, la région des Pays de la Loire, avec cependant une subvention de 1,3 million d'euros de l'Union européenne.
Depuis novembre 2008, la cité intègre des moyens technologiques avancés concernant la climatisation, le chauffage, l'isolation, la gestion des déchets et le système d'information (1 000 postes, 2 téraoctets de stockage, 5 serveurs, bureau virtuel pour chaque élève, tableaux interactifs). L'objectif du projet était de faire de la cité le témoin des solutions constructives permettant de limiter les émissions de gaz à effet de serre dans le cadre de travaux de réhabilitation.
Depuis 2014 l'internat a été agrandi, ce qui permet d'accueillir 80 étudiants supplémentaires.

## Classement du lycée
En 2015, le lycée se classe 11e sur 28 au niveau départemental quant à la qualité d'enseignement, et 910e au niveau national. Le classement s'établit sur trois critères : le taux de réussite au bac, la proportion d'élèves de première qui obtient le baccalauréat en ayant fait les deux dernières années de leur scolarité dans l'établissement, et la valeur ajoutée (calculée à partir de l'origine sociale des élèves, de leur âge et de leurs résultats au diplôme national du brevet).

## Classements des CPGE
Le classement national des classes préparatoires aux grandes écoles (CPGE) se fait en fonction du taux d'admission des élèves dans les grandes écoles. 
En 2015, L'Étudiant donnait le classement suivant pour les concours de 2014 :
| Filière | Élèves admis dans une grande école* | Taux d'admission* | Taux moyen sur 5 ans | Classement national | Évolution sur un an |
| --- | ----------------------------------- | ----------------- | -------------------- | ------------------- | ------------------- |
| PT / PT* | 15 / 42 élèves                      | 36 %              | 50 %                 | 17e sur 62          | 12                  |
| Source : Classement 2015 des prépas - L'Étudiant (Concours de 2014). * le taux d'admission dépend des grandes écoles retenues par l'étude. En filières scientifiques, c'est un panier de 11 à 17 écoles d'ingénieurs qui a été retenu par L'Étudiant selon la filière (MP, PC, PSI, PT ou BCPST). |                                     |                   |                      |                     |                     |

## Anciens élèves
- Frédéric Courant
- Guy Moussi
- Anthony Réveillère
- François Bon
- Sofiane Boufal
- Mohamed-Ali Cho
- Waniss Taïbi
- Sophie Hénaff